# 열대·아열대 습윤활엽수림

열대·아열대 습윤활엽수림(tropical and subtropical moist broadleaf forests; TSMF)은 열대 및 아열대 기후에서 나타나는 삼림 생물군계다. 여러 가지 아형태가 있다.
- 저지 적도 상록수우림(lowland equatorial evergreen rain forests) 또는 열대우림(tropical rainforests): 1년 내내 매우 많은 강수량(연간 2000 mm 이상의 열대 우림 기후)을 받는 삼림이다. 적도 일대에 발생하며, 남아메리카의 아마존 강 유역, 중앙아프리카의 콩고 분지, 말레이 제도 등지에 가장 큰 저지 적도 상록수우림들이 있다.
- 열대 계절림(tropical seasonal forest): 열대 계절풍 기후 또는 열대 사바나 기후에서 발생하는 삼림이다. 우기에 많은 비를 받는다. 열대 계절림의 나무 중에는 건기에 잎을 떨어뜨리는 것들이 있다. 남아메리카, 중앙아메리카, 카리브 해, 서아프리카 해안, 인도 아대륙 일부, 인도차이나 전역에서 발견된다.
- 산악 우림(montane rain forests): 시원한 산악 지역에서 발견된다. 고도가 충분히 높아 구름마루가 숲을 덮는 경우 운무림이라고 한다.
- 범람림(flooded forests): 침수림, 이탄늪지림 따위.

## 목록
- 에티오피아구
  - 앨버트 지구대 산림
  - 대서양 적도 해안 삼림
  - 카메룬 고지림
  - 중앙콩고 저지림
  - 코모로 삼림
  - 크로스강-니제르강 천이림
  - 크로스강-사나가강-비오코섬 삼림
  - 동아프리카 산림
  - 동아크 삼림
  - 동콩고 침수림
  - 동기니 삼림
  - 에티오피아 산림
  - 화강암 세이셸 삼림
  - 기니 산림
  - 크니스나-아마톨 삼림
  - 크와줄루-케이프 해안 삼림 모자이크
  - 마다가스카르 저지림
  - 마다가스카르 아습윤 삼림
  - 마푸탈란드 해안림 모자이크
  - 마스카렌 삼림
  - 카메룬산·비오코산 산림
  - 나이저 삼각주 침수림
  - 나이지리아 저지림
  - 동북콩고 저지림
  - 북잔지바르-이함바네 해안림 모자이크
  - 서북콩고 저지림
  - 상투메 프린시페·안노본 습윤저지림
  - 남잔지바르-이함바네 해안림 모자이크
  - 서콩고 침수림
  - 서기니 저지림
- 오스트레일리아구
  - 파푸아 본섬 동북해안 제도
  - 동남아시아 소도서군
  - 비아크섬·눔포르인섬
  - 인도네시아 부루섬
  - 뉴기니 중부
  - 할마헤라섬·모로타이섬
  - 파푸아뉴기니 동부
  - 인도네시아 야펜섬
  - 팝 동단 소도서군
  - 서태평양 파푸아뉴기니
  - 누벨칼레도니 섬
  - 오스트레일리아 동해안의 섬
  - 뉴기니섬 북부
  - 오스트레일리아 북부
  - 스람섬
  - 솔로몬 제도
  - 파푸아뉴기니 남동반도
  - 뉴기니섬 남부
  - 뉴기니섬 남부 저지대 우림
  - 술라웨시섬
  - 트로브리안드 군도
  - 오스트레일리아 동북해안의 섬
  - 뉴기니섬 서북부
  - 뉴기니섬 서부
- 동양구
  - 안다만 제도 우림
  - 보르네오 저지대 우림
  - 보르네오 산지우림
  - 보르네오 이탄 침수림
  - 브라흐마푸트라 계곡 준상록수림
  - 카라다몸 산맥 우림
  - 차오프라야 민물 침수림
  - 차오프라야 저지습윤낙엽수림
  - 친 고지-아라칸 요마 산림
  - 크리스마스 제도·코코스 제도 열대림
  - 동부 고지습윤낙엽수림
  - 자바섬 동부-발리섬 산지우림
  - 자바섬 동부-발리섬 우림
  - 대네그로스-파나이 우림
  - 하이난섬 계절 우림
  - 히말라야 아열대 활엽수림
  - 이라와디 민물 침수림
  - 이라와디 습윤낙엽수림
  - 징난 아열대 상록수림
  - 카야-카렌 산지우림
  - 갠지스강 하류 평야 습윤낙엽수림
  - 루앙프라방 산지우림
  - 루손 산지우림
  - 루손 우림
  - 말라바르 해안습윤림
  - 말디베스-락샤드위프-차고스 제도 열대 습윤림
  - 메갈라야 아열대림
  - 멘타와이 제도 우림
  - 민다나오 산지우림
  - 민다나오-동비사야스 우림
  - 민도로 우림
  - 미조람-마니푸르-카친 우림
  - 미얀마 해안우림
  - 난세이 제도 아열대 상록수림
  - 니코바르 제도 우림
  - 서북가츠 습윤낙엽수림
  - 서북가츠 산지우림
  - 북안남산맥 우림
  - 북인도차이나 아열대림
  - 코라트 고원 북부 습윤낙엽수림
  - 북타이-라오스 습윤낙엽수림
  - 황금의 삼각지대 북부 아열대림
  - 북베트남 저지우림
  - 오리사 준상록수림
  - 팔라와 우림
  - 말레이 반도 산지우림
  - 말레이 반도 이탄 침수림
  - 말레이 반도 우림
  - 홍하 민물 침수림
  - 남중국해 제도
  - 남중국-베트남 아열대 상록수림
  - 남타이완 계절 우림
  - 서남가츠 습윤낙엽수림
  - 서남가츠 산지우림
  - 남안남산맥 우림
  - 서남보르네오 민물 침수림
  - 스리랑카 저지우림
  - 스리랑카 산지우림
  - 술루 제도 우림
  - 수마트라 민물 침수림
  - 수마트라 저지우림
  - 수마트라 산지우림
  - 수마트라 이탄 침수림
  - 순달란드 히스림
  - 순다르반 민물 침수림
  - 타이완 아열대 상록수림
  - 테나세림-남타이 준상록수우림
  - 톤레사프호 민물 침수림
  - 톤레사프호-메콩강 이탄 침수림
  - 갠지스강 상류 평야 습윤낙엽수림
  - 자바섬 서부 산지우림
  - 자바섬 서부 우림
- 신열대구
  - 남양삼나무 습윤림
  - 대서양 해안 레스팅가
  - 바히아 해안림
  - 바히아 내륙림
  - 볼리비아 융가스
  - 카팅가 고립지 습윤림
  - 카퀘타 습윤림
  - 카타툼보 습윤림
  - 카우카 계곡 산림
  - 카요스미츠키토스·산안드레스·프로비덴키아 습윤림
  - 중앙아메리카 대서양 습윤림
  - 중앙아메리카 산림
  - 치아파스 산림
  - 치말라파스 산림
  - 초코-다리엔 습윤림
  - 코코 제도 습윤림
  - 코르딜레라 데 라 코스타 산림
  - 코르딜레라 오리엔탈 산림
  - 코스타리카 계절 습윤림
  - 쿠바 습윤림
  - 동코르딜레라레알 산림
  - 동파나마 산림
  - 페르난도 데 노론하-아돌 다스 로카스 습윤림
  - 가이아나 고지습윤림
  - 기아나 습윤림
  - 기아나 피에몬트·저지대 습윤림
  - 구루파 바르제아
  - 히스파니올라 습윤림
  - 이퀴토스 바르제아
  - 지협-대서양 습윤림
  - 지협-태평양 습윤림
  - 자메이카 습윤림
  - 자푸라-솔리메오스-네그루강 습윤림
  - 주루아강-푸루스강 습윤림
  - 리워드 제도 습윤림
  - 마데이라강-타파조스강 습윤림
  - 막달레나 계곡 산림
  - 막달레나-우라바 습윤림
  - 마라조 바르제아
  - 마란하오 바바추 삼림
  - 마토 그로소 열대 건조림
  - 몬테알레그레 바르제아
  - 나포 습윤림
  - 네그루강-브랑쿠강 습윤림
  - 동북브라질 레스팅가
  - 서북안데스 산림
  - 오아하카 산림
  - 오리노코 삼각주 침수림
  - 판타노스 데 켄틀라
  - 파라마리보 침수림
  - 파라나-파라이바 내륙림
  - 페르남부쿠 해안림
  - 페르남부쿠 내륙림
  - 페루 융가스
  - 페텐-베라크루스 습윤림
  - 푸에르토리코 습윤림
  - 푸루스 바르제아
  - 푸루스강-마데이라강 습윤림
  - 네그루강 캄피나라나
  - 산타마르타 산림
  - 세라 두 마르 해안림
  - 시에라 데 로스 툭스틀라스
  - 시에라마드레 데 치아파스 습윤림
  - 솔리모에스-자푸라 습윤림
  - 플로리다 남부 암석지
  - 남안데스 융가스
  - 남아마존강 습윤림
  - 탈라마칸 산림
  - 타파조스강-싱구강 습윤림
  - 테푸이스
  - 토카틴스-아라구아이아-마란하오 습윤림
  - 트리니다드 토바고 습윤림
  - 트리니다데-마르틴 바즈 제도 열대림
  - 우아투마-트롬베타스 습윤림
  - 우카얄리 습윤림
  - 베네수엘라 안데스 산림
  - 베라크루스 습윤림
  - 베라크루스 산림
  - 서에콰도르 습윤림
  - 윈드워드 제도 습윤림
  - 싱구-토카틴스-아라구아이아 습윤림
  - 유카탄 습윤림
- 오세아니아구
  - 캐롤라인 제도 열대 습윤림
  - 중앙폴리네시아 열대 습윤림
  - 쿡 제도 열대 습윤림
  - 동미크로네시아 열대 습윤림
  - 피지 열대 습윤림
  - 하와이 열대 우림
  - 케르마덱 제도 아열대 습윤림
  - 마르케사스 열대 습윤림
  - 오가사와라 아열대 습윤림
  - 팔라우 열대 습윤림
  - 라파누이·살라이고메스 아열대 활엽수림
  - 사모아 열대 습윤림
  - 소시에테 제도 열대 습윤림
  - 통가 열대 습윤림
  - 투아모투 열대 습윤림
  - 투부아이 열대 습윤림
  - 서폴리네시아 열대 습윤림
- 구북구
  - 구이저우 고원 활엽수혼합림
  - 윈난 고원 아열대 상록수림

## 같이 보기
- 국제 열대 목재 기구
- 운무림